# Послуґово
Послуґово (пол. Posługowo, нім. Poslau) — село в Польщі, у гміні Яновець-Велькопольський Жнінського повіту Куявсько-Поморського воєводства.
Населення — 187 осіб (2011).
У 1975-1998 роках село належало до Бидгощського воєводства.

## Демографія
Демографічна структура станом на 31 березня 2011 року:
|          | Загалом | Допрацездатний вік | Працездатний вік | Постпрацездатний вік |
| -------- | ------- | ------------------ | ---------------- | -------------------- |
| Чоловіки | 90      | 24                 | 55               | 11                   |
| Жінки    | 97      | 22                 | 59               | 16                   |
| Разом    | 187     | 46                 | 114              | 27                   |